# Linea ferroviaria Aoimori

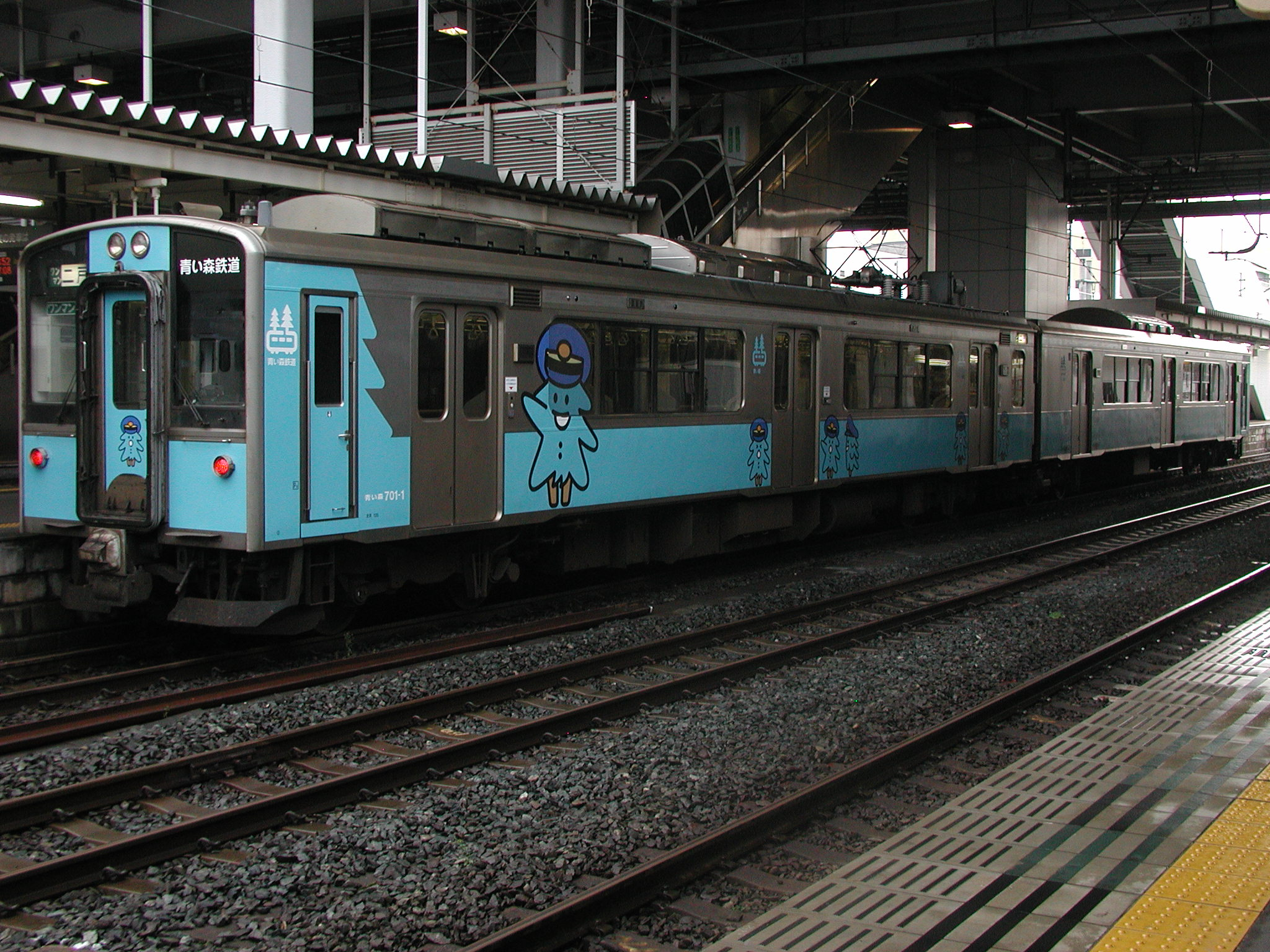
Un treno della linea

La Linea ferroviaria Aoimori (青い森鉄道線線?, Aoimori tetsudō-sen) è una linea ferroviaria regionale nella prefettura di Aomori che collega principalmente le città di Aomori e di Hachinohe. Corre parallela al tratto terminale del Tōhoku Shinkansen, la linea ad alta velocità che unisce Aomori con Tokyo. La ferrovia appartiene alla prefettura di Aomori, mentre l'esercizio viene svolto da una società terza. Sono anche presenti, tuttavia, dei treni della JR East che compiono dei servizi su questa linea.

## Storia
La linea ferroviaria fu completata il 1º settembre 1891 nella sezione Metoki - Hachinohe, e venne nazionalizzata nel 1906, divenendo quindi parte della linea principale Tōhoku. Con la privatizzazione e dissoluzione delle ferrovie nazionali giapponesi nel 1987, la linea passò sotto il controllo della JR East e, nel 2002, con l'arrivo del Tōhoku Shinkansen, il tratto di ferrovia più a sud, fino alla stazione di Hachinohe, venne dato in concessione alla prefettura di Iwate, divenendo la ferrovia Iwate Galaxy e fatto gestire a una società privata.
Con l'estensione finale del Tōhoku Shinkansen a Shin-Aomori nel 2010, anche la tratta ferroviaria interna alla prefettura di Aomori è stata separata dalla JR.

## Servizi
La linea, elettrificata e interamente a doppio binario supporta, oltre ai treni locali, anche servizi rapidi. È presente un rapido che percorre tutta la linea, fra Aomori e Metoki, e due rapidi, denominati "Shimokita" che partono da Hachinohe e Aomori per poi continuare, superata la stazione di Noheji, sulla linea Ōminato lungo la penisola di Shimokita.

## Stazioni
| Stazione       | Giapponese | Distanza | Distanza | Distanza | R  | Rapido Shimokita | Rapido Shimokita | Collegamenti                             | Posizione | Posizione |
| Stazione       | Giapponese | interst. | totale   | da Tokyo | R  | 1                | 2                | Collegamenti                             | Posizione | Posizione |
| -------------- | ---------- | -------- | -------- | -------- | -- | ---------------- | ---------------- | ---------------------------------------- | --------- | --------- |
| Metoki         | 目時       | -        | 0.0      | 616.7    | ●  |                  |                  | Linea Iwate Galaxy                       | Sannohe   | Aomori    |
| Sannohe        | 三戸       | 7.1      | 7.1      | 623.8    | ●  |                  |                  |                                          | Nanbu     | Aomori    |
| Suwanotaira    | 諏訪ノ平   | 4.0      | 11.1     | 627.8    | ●  |                  |                  |                                          | Nanbu     | Aomori    |
| Kenyoshi       | 剣吉       | 5.3      | 16.4     | 633.1    | ●  |                  |                  |                                          | Nanbu     | Aomori    |
| Tomabechi      | 苫米地     | 3.4      | 19.8     | 636.5    | ●  |                  |                  |                                          | Nanbu     | Aomori    |
| Kitatakaiwa    | 北高岩     | 2.8      | 22.6     | 639.3    | ●  |                  |                  |                                          | Hachinohe | Aomori    |
| Hachinohe      | 八戸       | 5.0      | 27.6     | 644.3    | ●  | ●                |                  | Tōhoku Shinkansen Linea Hachinohe        | Hachinohe | Aomori    |
| Mutsu-Ichikawa | 陸奥市川   | 6.8      | 34.4     | 651.1    | ▲  | ｜               |                  |                                          | Hachinohe | Aomori    |
| Shimoda        | 下田       | 4.2      | 38.6     | 655.3    | ▲  | ▲                |                  |                                          | Oirase    | Aomori    |
| Mukaiyama      | 向山       | 5.3      | 43.9     | 660.6    | ｜ | ｜               |                  |                                          | Oirase    | Aomori    |
| Misawa         | 三沢       | 4.7      | 48.6     | 665.3    | ●  | ●                |                  |                                          | Misawa    | Aomori    |
| Kogawara       | 小川原     | 6.5      | 55.1     | 671.8    | ｜ | ｜               |                  |                                          | Tōhoku    | Aomori    |
| Kamikitachō    | 上北町     | 4.0      | 59.1     | 675.8    | ▲  | ●                |                  |                                          | Tōhoku    | Aomori    |
| Ottomo         | 乙供       | 6.9      | 66.0     | 682.7    | ▲  | ｜               |                  |                                          | Tōhoku    | Aomori    |
| Chibiki        | 千曳       | 6.4      | 72.4     | 689.1    | ｜ | ｜               |                  |                                          | Tōhoku    | Aomori    |
| Noheji         | 野辺地     | 7.7      | 80.1     | 696.8    | ●  | ●                | ●                | Linea Ōminato                            | Noheji    | Aomori    |
| Karibasawa     | 狩場沢     | 6.5      | 86.6     | 703.3    | ▲  |                  | ｜               |                                          | Hiranai   | Aomori    |
| Shimizugawa    | 清水川     | 4.7      | 91.3     | 708.0    | ▲  |                  | ｜               |                                          | Hiranai   | Aomori    |
| Kominato       | 小湊       | 6.0      | 97.3     | 714.0    | ▲  |                  | ●                |                                          | Hiranai   | Aomori    |
| Nishi-Hiranai  | 西平内     | 3.8      | 101.1    | 717.8    | ▲  |                  | ｜               |                                          | Hiranai   | Aomori    |
| Asamushi-Onsen | 浅虫温泉   | 6.4      | 107.5    | 724.2    | ●  |                  | ●                |                                          | Aomori    | Aomori    |
| Nonai          | 野内       | 5.2      | 112.7    | 729.4    | ▲  |                  | ｜               |                                          | Aomori    | Aomori    |
| Yadamae        | 矢田前     | 3.1      | 115.8    | 732.5    | ▲  |                  | ｜               |                                          | Aomori    | Aomori    |
| Koyanagi       | 小柳       | 1.9      | 117.7    | 734.4    | ▲  |                  | ｜               |                                          | Aomori    | Aomori    |
| Higashi-Aomori | 東青森     | 1.5      | 119.2    | 735.9    | ●  |                  | ●                |                                          | Aomori    | Aomori    |
| Tsutsui        | 筒井       | 1.5      | 119.2    | 735.9    | ●  | ｜               | ｜               |                                          | Aomori    | Aomori    |
| Aomori         | 青森       | 4.1      | 123.3    | 740.0    | ●  |                  | ●                | Linea principale Ōu Linea Tsugaru-Kaikyō | Aomori    | Aomori    |

- 1: Da Hachinohe
- 2: Da Aomori